# 国鉄8100形蒸気機関車

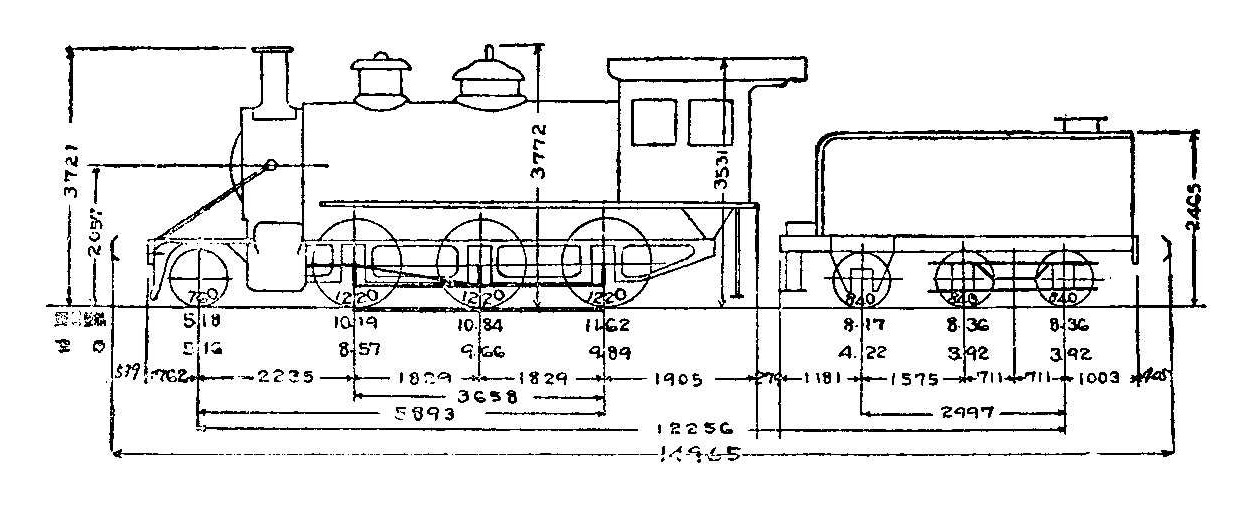
形式図

8100形は、かつて日本国有鉄道（国鉄）およびその前身である鉄道作業局、鉄道院、鉄道省に在籍していたテンダー式蒸気機関車で、1897年（明治30年）にアメリカのボールドウィン社から輸入したものである。

## 概要
勾配線区の客貨両用の蒸気機関車として20両（製造番号15481 - 15500）が輸入されたもので、当初はAQ形（272 - 291）と称したが、鉄道作業局ではE7形（番号不変）に変更され、鉄道国有化を受けて1909年（明治42年）に制定された鉄道院の車両形式称号規程では8100形（8100 - 8119）に改番された。
当初は、東海道線山北 - 沼津間（現在の御殿場線）や信越線軽井沢 - 直江津間で使用されたが、後に北海道に集められ、太平洋戦争後まで全車が使用された。その後、道内の炭鉱鉄道などに払下げられ、1960年代まで長命を保った。

## 構造
車軸配置2-6-0(1C)で2気筒単式の飽和式テンダ機関車で、メーカーでの種別呼称は8-28Dと称し、旧九州鉄道の8000形や、旧北海道鉄道（2代）の7200形（第2種）と同クラスである。ボイラーはストレートトップ形で、第2缶胴上に安全弁と汽笛を併設した蒸気ドームが、第1缶胴上に砂箱が設けられている。火室は台枠内に火格子を設けた狭火室形である。煙室は、先行したE3形（後の8150形）が当初から延長煙室形で落成したのにもかかわらず、短煙室形となっており、ドラフトによる煙室内の真空度の変化が激しくなるなため、不具合が多く、スタイル的にも今ひとつであった。煙室については、1914年（大正3年）から1915年（大正4年）にかけて延長改造が行なわれている。
炭水車は、第2･第3軸をボギー台車とした、片ボギー式の3軸形である。

### 主要諸元
- 全長：14,986mm
- 全高：3,721mm
- 軌間：1,067mm
- 車軸配置：2-6-0(1C)
- 動輪直径：1,219mm(4ft)
- 弁装置：スチーブンソン式アメリカ形
- シリンダー（直径×行程）：432mm×610mm
- ボイラー圧力：11.3kg/cm2
- 火格子面積：1.67m2
- 全伝熱面積：106.1m2
  - 煙管蒸発伝熱面積：97.3m2
  - 火室蒸発伝熱面積：8.8m2
- ボイラー水容量：4.0m3
- 小煙管（直径×長サ×数）：45mm×3,166mm×220本
- 機関車運転整備重量：37.83t
- 機関車空車重量：33.28t
- 機関車動輪上重量（運転整備時）：35.65t
- 機関車動輪軸重（第3動輪）：11.62t
- 炭水車運転整備重量：24.89t
- 炭水車空車重量：12.06t
- 水タンク容量：11.8m3
- 燃料積載量：3.05t
- 機関車性能
  - シリンダ引張力：8,890kg
- ブレーキ装置：手ブレーキ、真空ブレーキ

## 経歴
本形式は、当初東海道線の箱根越え区間と信越線の軽井沢以北で、両方ともE6形（7950形）と併用された。配置についての公式な記録は残っていないが、282, 285, 287 - 289が軽井沢庫や信越線で実見された記録が残っている。
1902年（明治35年）に篠ノ井線が開業すると、松本に新設された車庫に信越線から何両かが転用され、冠着越えに使用された。この区間は箱根越え区間と同様、長大トンネルが連続し、乗務員は命懸けであったという。
1905年（明治38年）には、北海道庁鉄道部（北海道官設鉄道）が鉄道作業局（官設鉄道）に編入されたが、それ以前から281, 284, 290, 291（後の8109, 8112, 8118, 8119）の4両が同部に貸し付けられていた。
その後の1906年（明治39年）、本州に残っていた16両のうち11両が西部鉄道管理局に転用された。272 - 275, 277 - 280, 283, 285, 287で、箱根越えで使用されていたものと推定される。これらは、東海道線の京阪神間や福知山線、関西線で使用された。福知山線で乗務した機関士の話によれば、本形式は調子が悪く、運転に失敗して恐縮しなければならないことから、「恐縮機関車」と呼ばれて敬遠されていたらしい。関西線では、亀山庫に配置されていたが、旧関西鉄道の7650形「鬼鹿毛」に対して、鉄道作業局から来た鬼鹿毛ということで「局鬼」と呼ばれていたそうである。1917年（大正6年）ごろには、関西線と参宮線で貨物列車や臨時列車を牽いていた。
東部鉄道管理局に残った5両（8104, 8110, 8114, 8116, 8117）は、1913年（大正2年）2月に北海道へ転用された。同年4月の配置表では、8109, 8112, 8118, 8119が落合庫に配置されているが他の5両の所在は不明である。1919年（大正8年）8月に2両（8113, 8115）、1920年（大正9年）12月に残りの9両が北海道に移り、本形式の全車が北海道の配置となった。1923年（大正12年）1月末時点の配置は、旭川4両（8106, 8107, 8109, 8110）、中湧別5両（8102 - 8105, 8113）、野付牛6両（8114 - 8119）、音威子府2両（8111, 8112）、上興部1両（8100）、名寄1両（8101）、札幌1両（8108）である。
1926年（大正15年）、浜頓別経由の北見線に代わって幌延経由の宗谷本線が全通し、17両（8100, 8104 - 8119）が音威子府庫と稚内庫に配置されて同区間の全列車に使用された。同時に函館 - 稚内間に運転されていた急行1・2列車も同線経由に変更されたが、この牽引も本形式が担当した。問寒別付近の天塩川沿いの軟弱地盤が固まらず、やむなく軸重の軽い本形式が抜擢されたものであった。
その後は再び道内各地に分散し、1933年（昭和8年）6月末時点の配置は、函館3両（8103，8104，8118）、苫小牧5両（8100 - 8102, 8107, 8115）、深川5両（8110, 8111, 8116, 8117, 8119）、遠軽1両（8105）、中湧別1両（8106）、旭川5両（8108, 8109, 8112 - 8114）で、旭川の5両は入換え専用であった。営業線では、上磯線、日高線、幌加内線といった低規格の簡易線で使用されていた。
本形式は、全20両が揃ったまま太平洋戦争後まで使用され、1948年（昭和23年）1月末時点の配置は、函館5両（8102, 8103, 8105, 8106, 8107）、旭川4両（8108, 8109, 8113, 8114）、手宮5両（8100, 8101, 8107, 8115, 8119）、室蘭6両（8104, 8110 - 8112, 8116, 8118）で、うち7両が休車（下線で表示）、残りの13両はすべて入換え専用となっていた。これらは、1948年から1951年（昭和26年）にかけてすべて廃車され、そのうちの12両が民間へ払下げられた。詳細は次節のとおりである。

## 譲渡
道内の炭鉱鉄道へ実に12両が払下げられ、北海道内の民鉄に在籍する古典蒸気機関車の代名詞的存在となった。特に、寿都鉄道や北炭真谷地炭鉱専用鉄道では1960年代まで使用されるなど長命を保ったが、保存されたものは1両もなかった。
- 8104（1950年） - 定山渓鉄道 8104（豊羽鉱山線用。1957年12月廃車） → 藤田炭礦宗谷鉱業所（小石） 8104
- 8105（1949年） - 定山渓鉄道 8105（豊羽鉱山線用。1956年12月廃車） → 寿都鉄道（1958年12月譲受。1963年2代目（旧8111）に振替）
- 8106（1951年） - 北炭真谷地炭鉱専用鉄道 5052（1966年廃車）
- 8108（1949年） - 定山渓鉄道 8108（豊羽鉱山線用。1957年12月廃車） → 寿都鉄道（1958年12月譲受。1963年2代目（旧8119）に振替）
- 8110（1950年） - 羽幌炭礦鉄道 8110（1959年8月廃車）
- 8111（1951年） - 茅沼炭化鉱業（岩内）8111 → 寿都鉄道 8105（1963年初代8105を振替。1972年廃止まで在籍）
- 8112（1949年） - 定山渓鉄道 8112 → 藤田炭礦宗谷鉱業所（小石） 8112（1950年）
- 8113（1951年） - 日曹天塩鉱業所（豊富） 8113
- 8114（1949年） - 羽幌炭礦鉄道 8114（1959年8月廃車）
- 8115（1949年） - 定山渓鉄道 8115（豊羽鉱山線用。1959年6月廃車）
- 8118（1950年） - 北炭真谷地炭鉱専用鉄道 5051 → 北星炭礦美流渡礦専用鉄道 8118（1966年譲受。1967年10月廃車）
- 8119（1949年） - 茅沼炭化鉱業（岩内） 8119 → 寿都鉄道 8108（1963年初代8108を振替。1972年廃止まで在籍）